# Stefan Seidendorf
Stefan Seidendorf (* 1974 in Sindelfingen, Baden-Württemberg) ist ein deutscher Historiker und Politikwissenschaftler. Seit 2010 ist er am Deutsch-Französischen Institut (dfi) in Ludwigsburg tätig und seit 2014 dessen stellvertretender Direktor. Seine Forschungsschwerpunkte sind die deutsch-französischen Beziehungen, der europäische Integrationsprozess sowie politische Soziologie Europas und regionale Kooperation bzw. grenzüberschreitende Beziehungen.
Seidendorf studierte von 1995 bis 2000 Geschichte und Romanistik in Tübingen und Aix-en-Provence. Es folgte ein Aufbaustudium am Collège d’Europe in Brügge, bevor er von 2002 bis 2005 an der Universität Mannheim promovierte. Anschließend wurde Seidendorf bis 2010 wissenschaftlicher Mitarbeiter an den Lehrstühlen Internationale Beziehungen und Europäische Integration sowie später Politikwissenschaft und Zeitgeschichte der Universität Mannheim.

## Werke (Auswahl)
- Reichweiten der Verständigung: Intellektuellendiskurse zwischen Nation und Europa. Heidelberg, Winter, 2006. (als Herausgeber zusammen mit Matthias Schöning)
- Europäisierung nationaler Identitätsdiskurse?. Baden-Baden, Nomos, 2007.
- Deutsch-französische Beziehungen als Modellbaukasten?: zur Übertragbarkeit von Aussöhnung und strukturierter Zusammenarbeit. Baden-Baden, Nomos, 2012. (als Herausgeber)
- Jeder für sich oder alle gemeinsam in Europa? : die Debatte über Identität, Wohlstand und die institutionellen Grundlagen der Union. Baden-Baden, Nomos, 2013. (als Herausgeber zusammen mit Frank Baasner)

## Einzelnachweis
1. ↑  Stefan Seidendorf. In: Deutsche Nationalbibliothek. Abgerufen am 9. Februar 2016.

| Personendaten    | Personendaten                                   |
| ---------------- | ----------------------------------------------- |
| NAME             | Seidendorf, Stefan                              |
| KURZBESCHREIBUNG | deutscher Historiker und Politikwissenschaftler |
| GEBURTSDATUM     | 1974                                            |
| GEBURTSORT       | Sindelfingen, Baden-Württemberg                 |